# 1872 v športu
1872 v športu.

## Bejzbol
- Narodno združenje profesionalnih igralcev bejzbola (NAPBBP) dovoli metanje žoge iz zapestja, s čimer praktično uzakoni moštvo New York Mutuals.
- Mnogokratna NABBP prvaka Eckford in Atlantic iz Brooklyna, New York, se pridružita NAPBBP, a oba nista več pomembna.
- Prvotno moštvo Boston Red Stockings osvoji zastavico NAPBBP, s čimer začne štiriletni niz.

## Nogomet
- 16. marec - V inavguracijskem finalu FA Pokala so Wanderers F.C. premagali Royal Engineerse 1-0 na stadionu Kennington Oval.
- 30. november - Odigrana je prva mednarodna tekma. Anglija in Škotska sta remizirali 0:0.
- Ustanovljen je nogometni klub Kettering Town.

## Golf
- Odprto prvenstvo Anglije - zmagovalec Tom Morris mlajši

## Veslanje
- Regata Oxford-Cambridge - zmagovalec Cambridge

## Rojstva
- 11. januar — Wilfred Baddeley, britanski tenisač († 1929)
- 26. januar — Arthur Blake, ameriški atlet († 1944)
- 25. april — C. B. Fry, britanski kriketaš, ragbist, atlet in nogometaš († 1956)
- 18. avgust — Adolf Schmal, avstrijski sabljač in kolesar († 1919)
- 14. oktober — Momcsilló Tapavicza, madžarski tenisač, dvigovalec uteži in rokoborec († 1949)